# Neue Photographische Gesellschaft

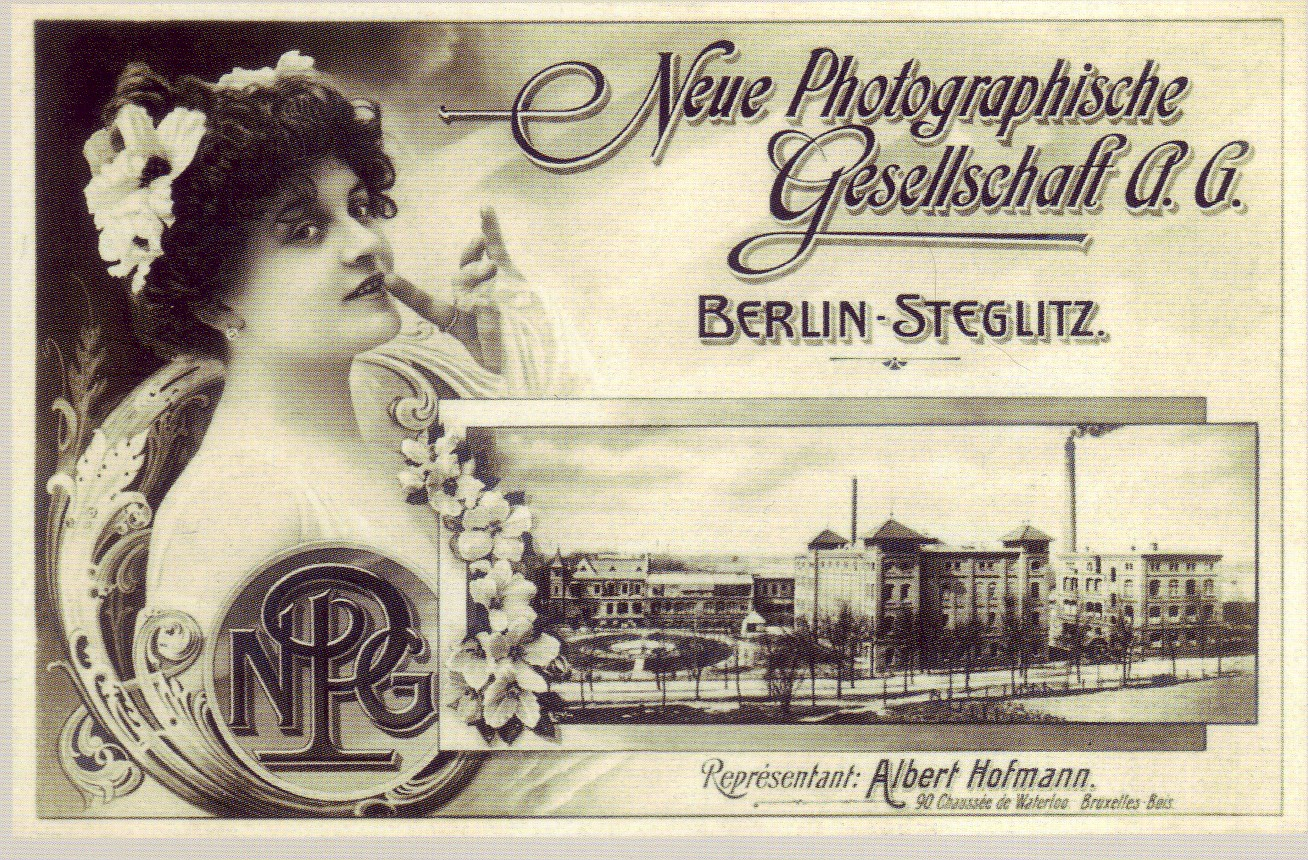
Visitenkarte der NPG

Die Neue Photographische Gesellschaft m.b.H. (NPG) war ein deutsches Unternehmen, das von 1894 bis 1948 bestand. Es entwickelte das NPG Pigmentverfahren, vereinfachte die Massenherstellung von Fotografien und gilt als der Erfinder der „Kilometer-Fotografie“. Dabei wurde statt einzelner Bögen das Fotopapier erstmals in „kilometerlangen“ Rollen eingesetzt. Ebenso war sie als Verlag aktiv.
Die teils kolorierten Fotoabzüge wurden zumeist mit Seriennummern und Firmenkennung publiziert, wobei die Kunstschaffenden oftmals ungenannt blieben.

## Geschichte

### Gründung

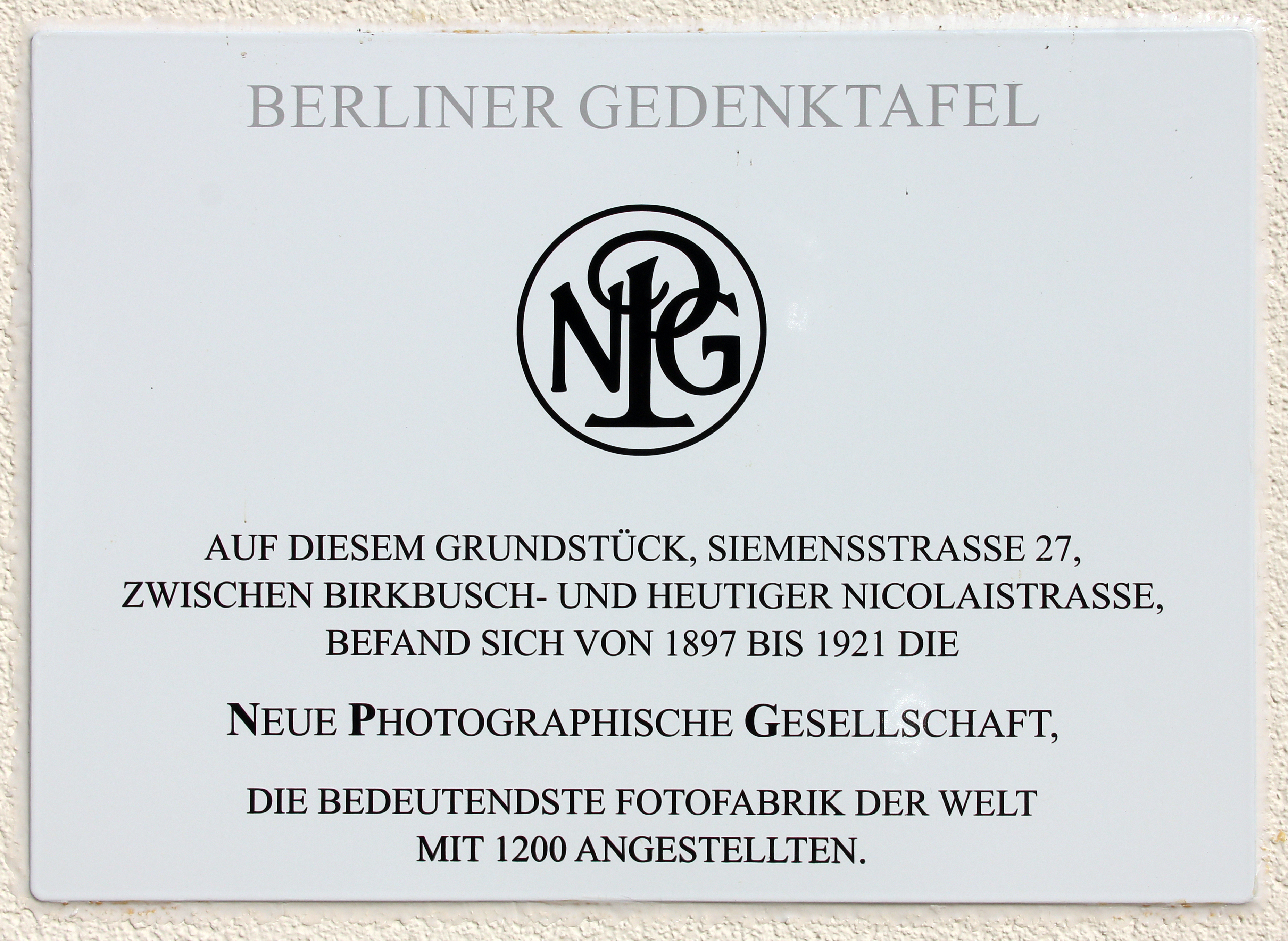
Gedenktafel am Haus, Siemensstraße 26a, in Berlin-Lankwitz

Das Unternehmen wurde am 5. Juli 1894 in Schöneberg von Arthur Schwarz (1862 in Braunsberg, Ostpreußen – 1943) gegründet. Seinen Sitz hatte es in der Sebastianstraße, von 1897 bis 1921 in der Siemensstraße.
Die NPG war eine der bekanntesten und größten Betriebe in der Produktion von Ansichtskarten, Fotografien und Stereofotos. Sie machte sich verdient durch die Weiterentwicklung lichtempfindlicher Bromsilberpapiere, bei deren Verwendung im Rotationsverfahren (Bromsilberdruck) und bei der Erforschung von Grundlagen der Farbfotografie. Bei der Erfindung der Kilometer-Fotografie wurde in der NPG erstmals Fotopapier in Rollenform eingesetzt und somit die Massenherstellung von Fotografien erheblich vereinfacht. Automatisch arbeitende Belichtungs- und Entwicklungsmaschinen beschleunigten das Verfahren und lösten die Fotoherstellung mit Hilfe von Glasplatten ab. Die Grundlagen der Farbfotografie wurden durch den Chemiker Rudolf Fischer und seinen Mitarbeiter Hans Sigrist in den Jahren 1910 bis 1912 in den Laboratorien der NPG entwickelt.
1899 fand die Umwandlung in eine Aktiengesellschaft statt. Dies führte zu einem Aufschwung der NPG mit Tochterunternehmen in London, Paris, Rom und New York. 1904 verfügte sie über 650 Angestellte, 1910 beschäftigte die NPG rund 1.200 Mitarbeiter.

### Unternehmenskultur
Die Gesellschaft zeichnete sich durch eine soziale Unternehmenskultur aus. Für die Mitarbeiter wurde eine Betriebskrankenkasse eingerichtet, die den Beschäftigten neben freier ärztlicher Behandlung und Arznei ein Krankengeld gewährte. Des Weiteren gab es eine Lebensversicherung auf der Grundlage eines Prämiensystems und Weihnachtsgeld für alle Mitarbeiter, welches im Jahre 1903 insgesamt 20.000 Mark betrug.
Den Mitarbeitern wurde ab dem zweiten Arbeitsjahr Urlaub bei voller Lohnzahlung gewährt und sie bekamen kostenlosen Zugang zu der von dem Generaldirektor und Kommerzienrat Arthur Schwarz gestifteten Betriebsbibliothek mit 1600 Bänden. Eine Betriebsfeuerwehr von 37 Mann sorgte für die Sicherheit in der Fabrik und das betriebseigene Kasino versorgte in seinem Speisesaal von 36 Metern Länge und 14 Metern Breite die Mitarbeiter mit Speisen und Getränken zum Selbstkostenpreis, dem weiblichen Personal wurde freier Mittagstisch gewährt. Ein Lesesaal mit Tageszeitungen und eine Bühne für Theateraufführungen und Vorträge sorgten für das Wohl der Mitarbeiter.

### Multinationale Expansion und Auflösung

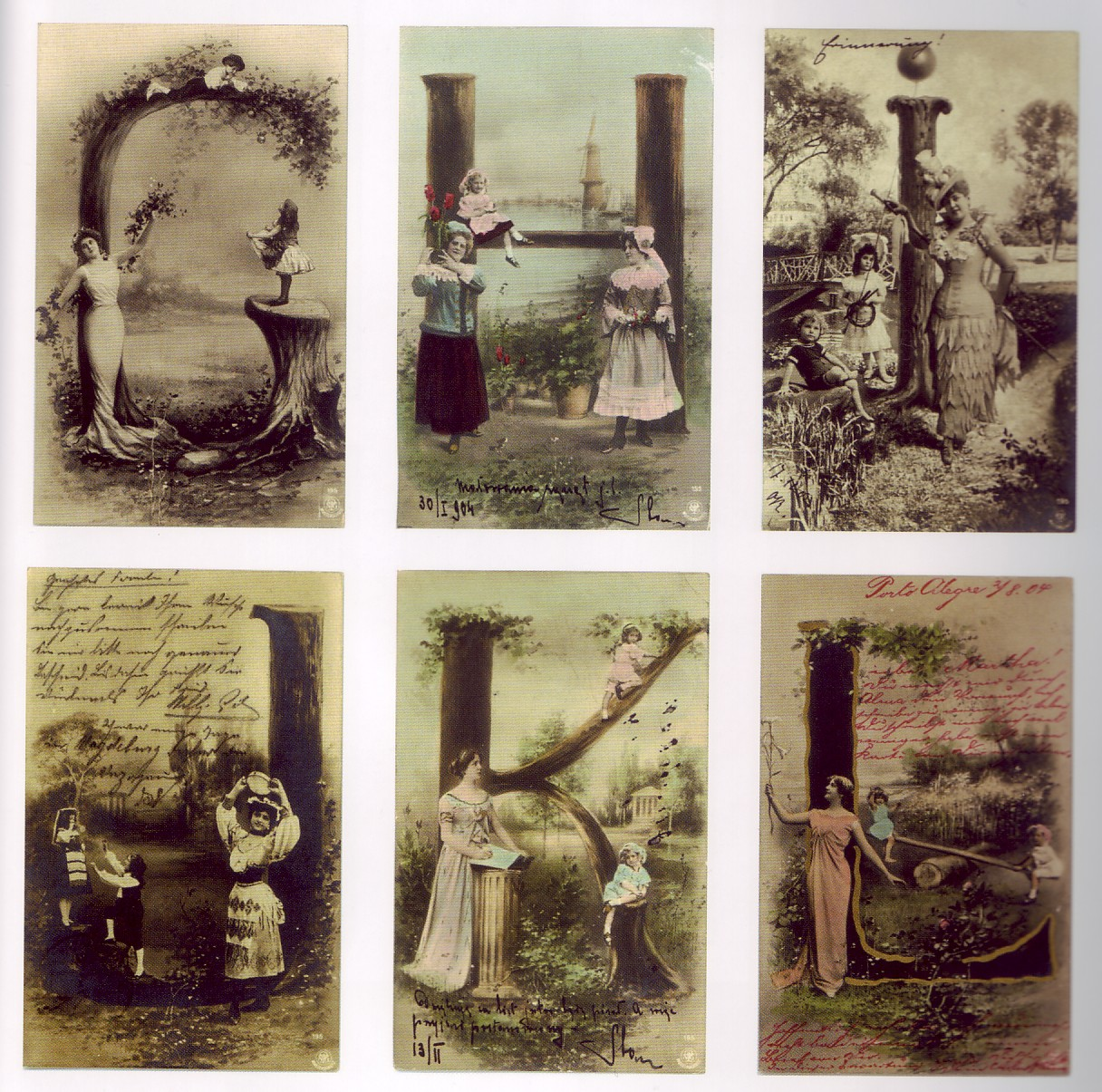
Postkartenmotiv Alphabet
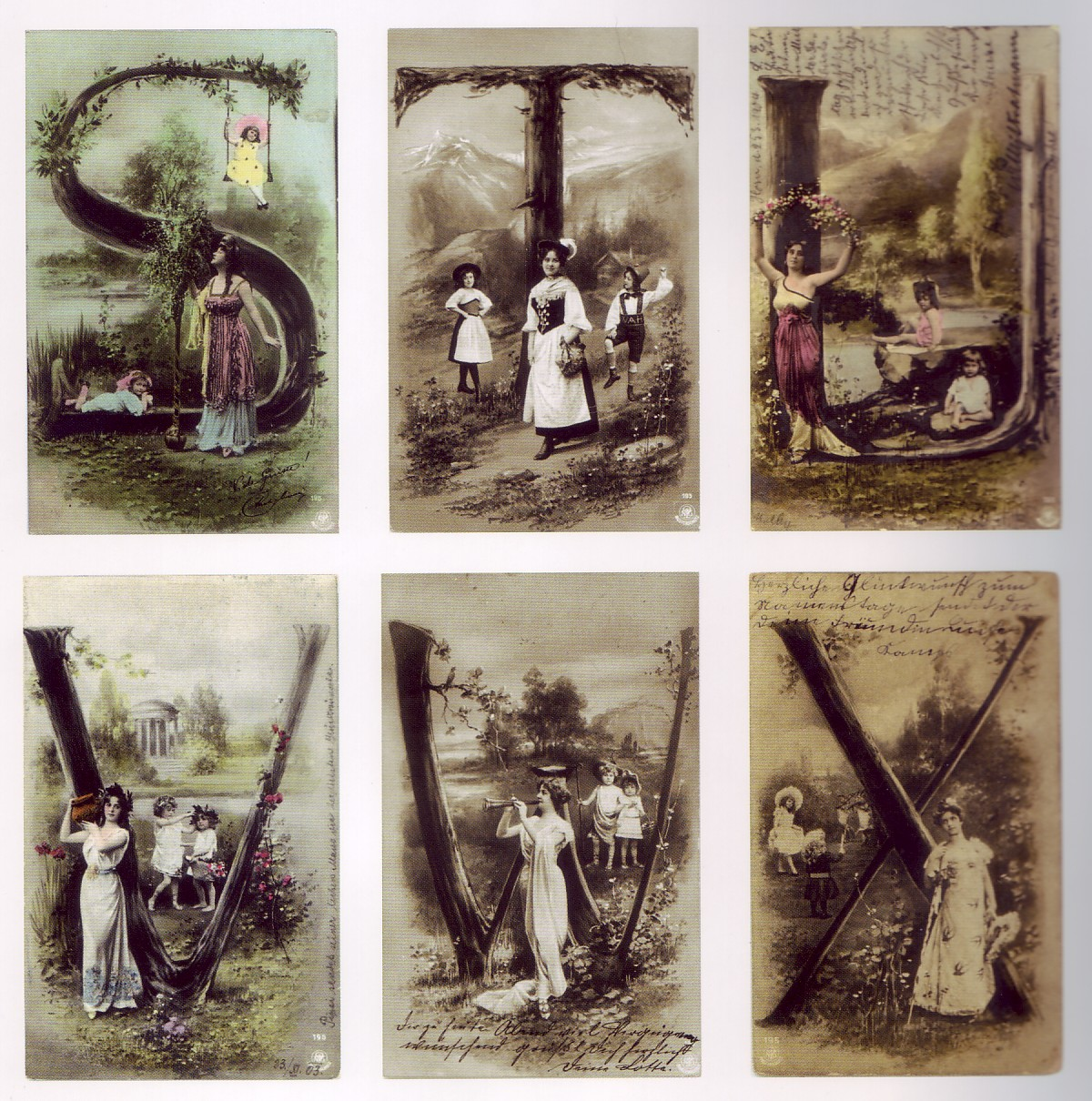
Postkartenmotiv Alphabet
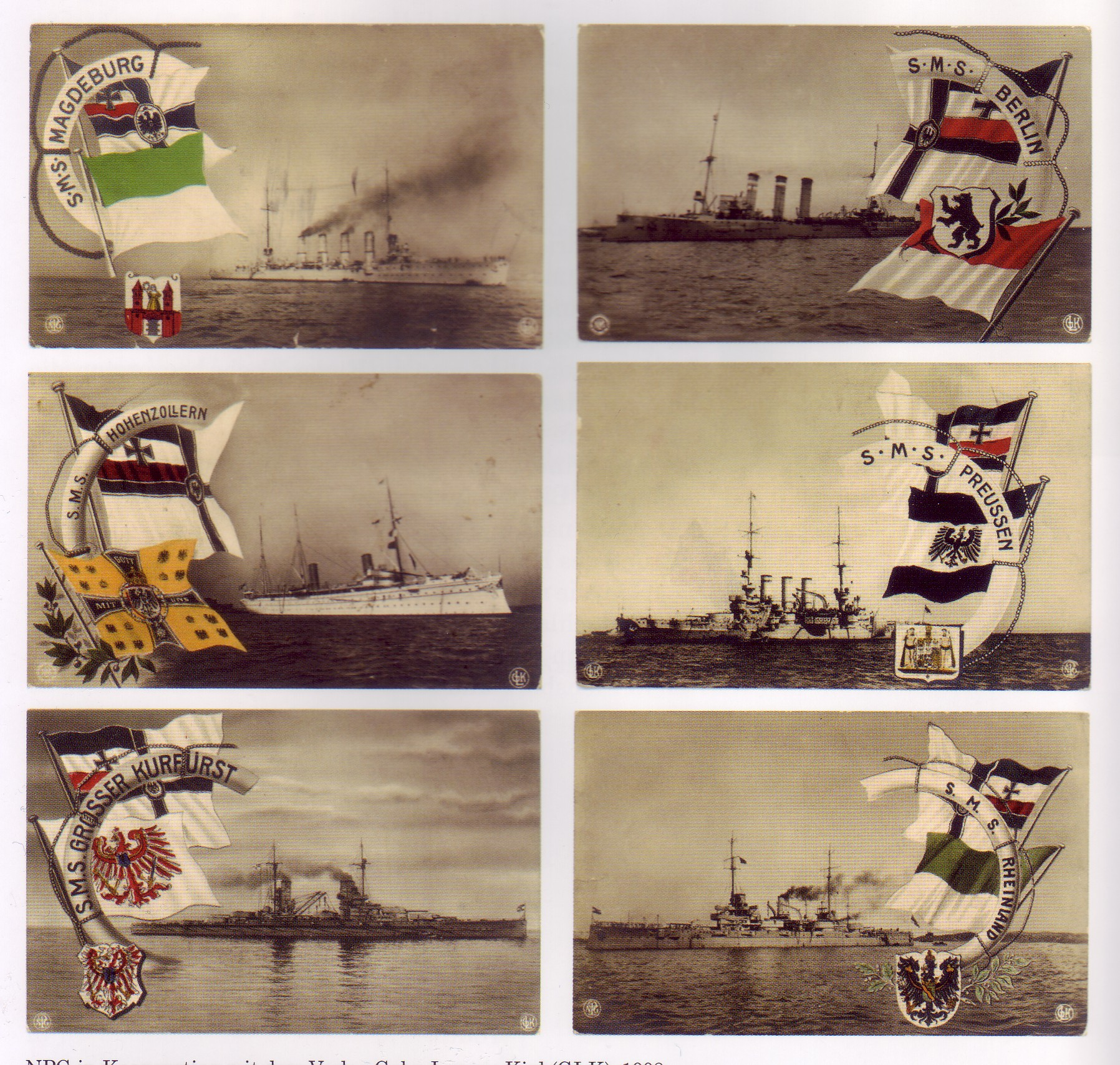
Postkartenmotiv Kriegsflotte
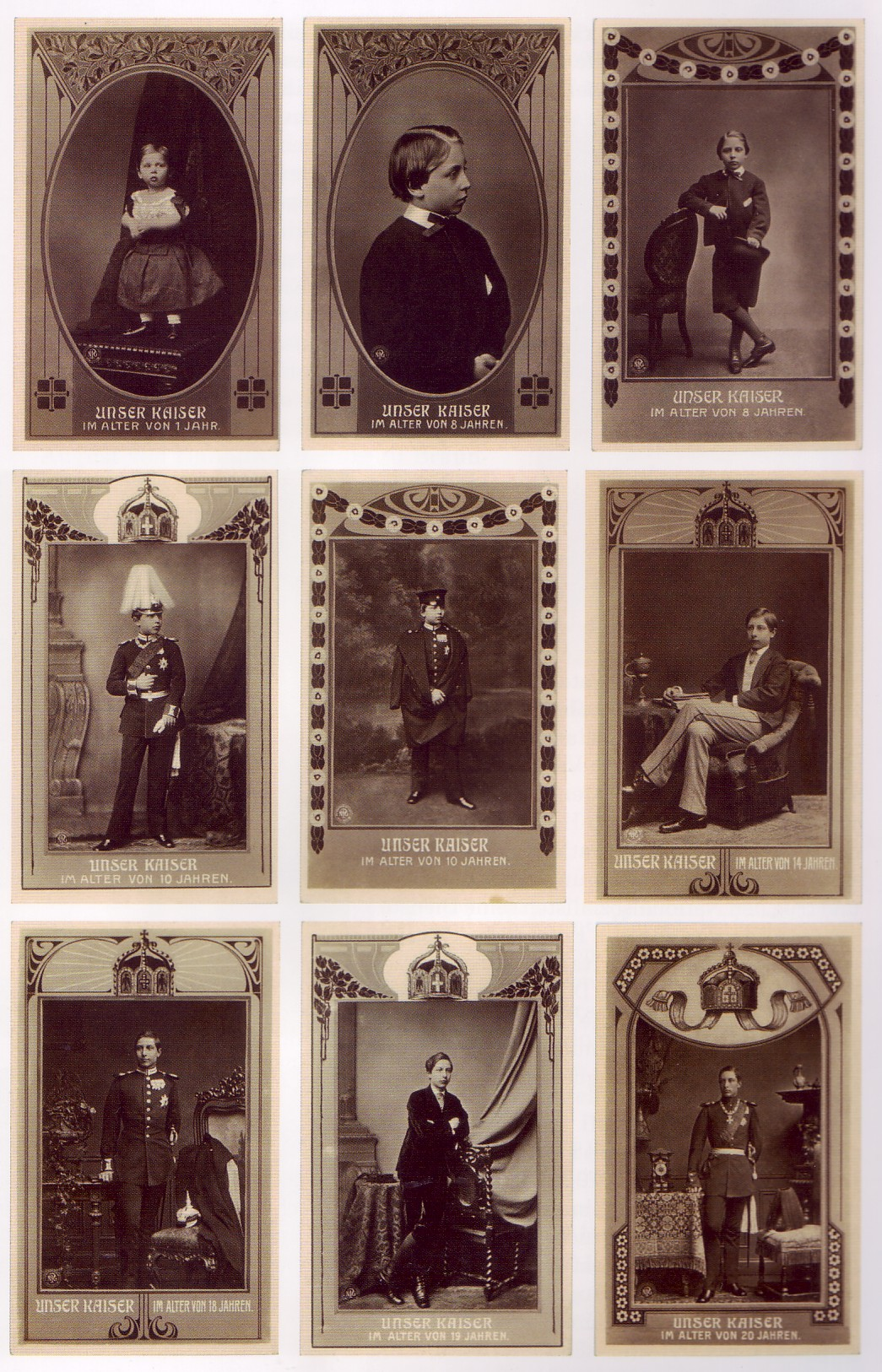
Postkartenmotiv Kaiser Wilhelm II.
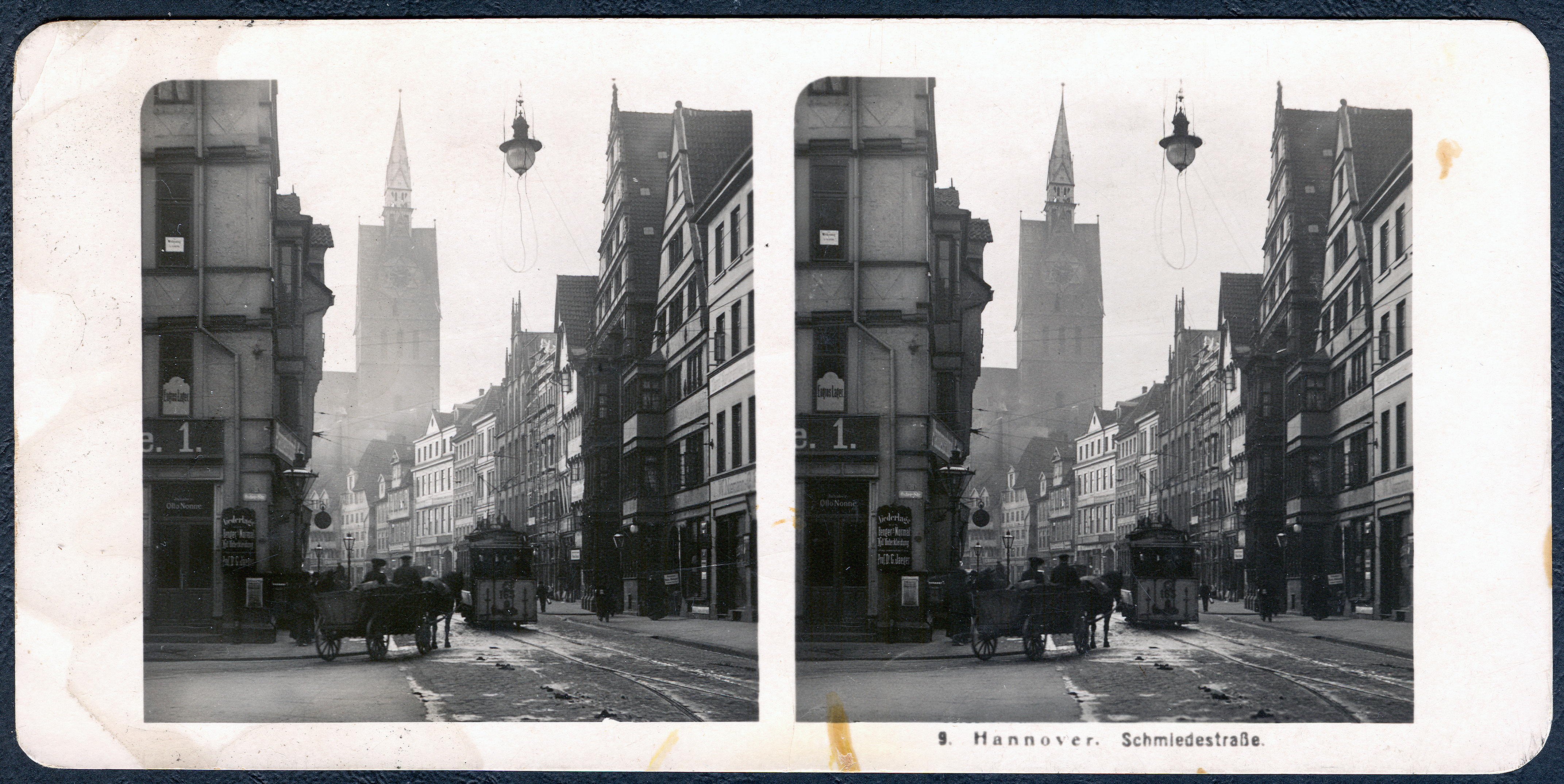
Stereoskopie Nummer 9 aus der Serie Hannover von 1907
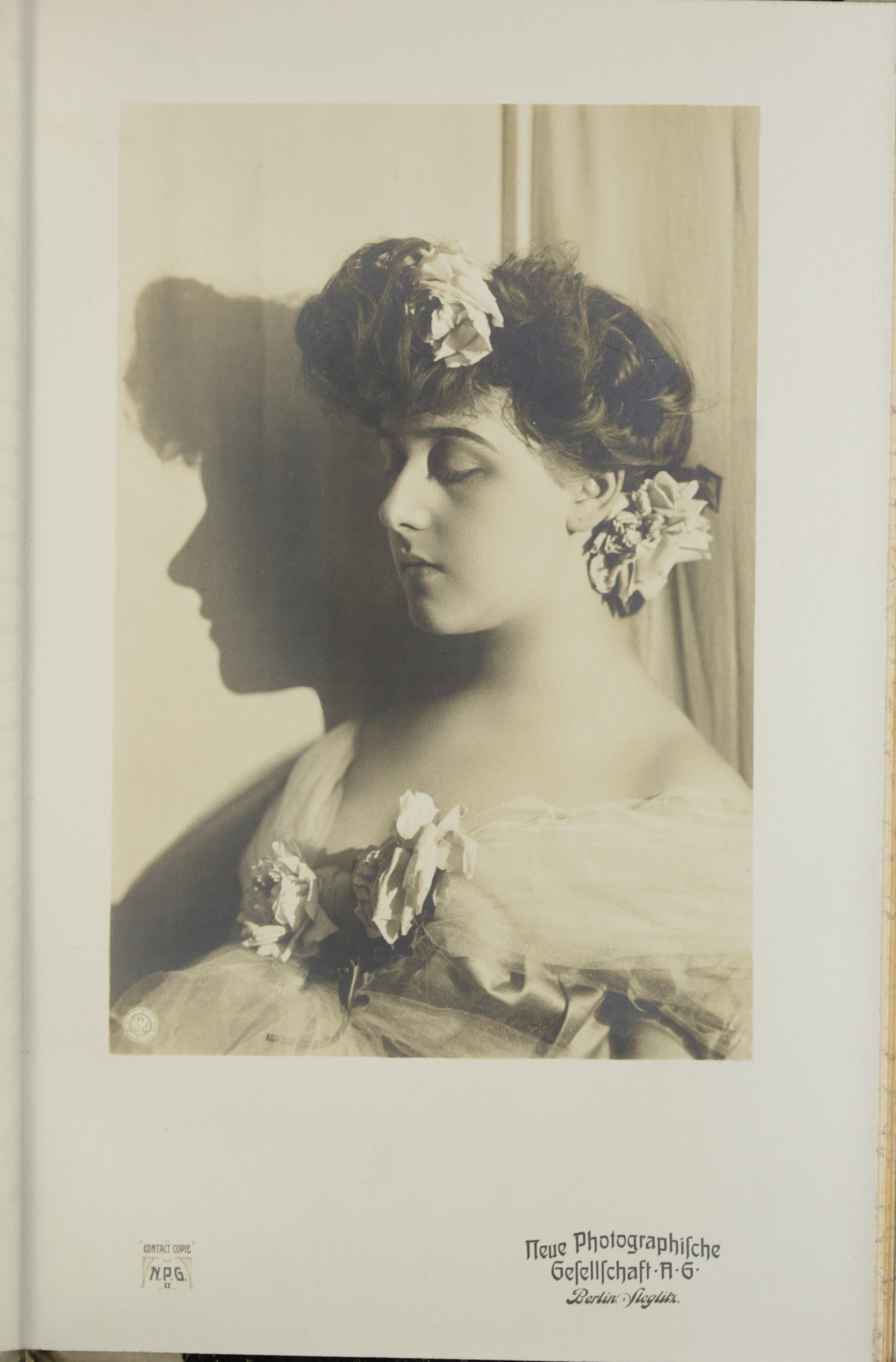
Porträtaufnahme aus dem Jahr 1906, veröffentlicht in der Zeitschrift Photographische Korrespondenz

Die große Produktpalette von Postkarten und Fotodrucken in Schwarz-Weiß und koloriert verschafften der NPG auch über die Grenzen Berlins hinaus einen Namen. Kaiser Wilhelm II. bedankte sich bei der NPG in einem gesonderten Schreiben für die große Zahl der Kaiserbilder, welche in Schulen, Kasernen und öffentlichen Gebäuden hingen. Auch in August Fuhrmanns Kaiserpanorama, das in vielen deutschen Städten gastierte, wurden Bilderserien der NPG gezeigt; darunter eine Serie von 64 Stereofotos, die auf der deutschen Marineexpedition nach Ostasien und zu den Pazifikinseln 1874 bis 1877, auf der so genannten Hertha-Reise, von Gustav Adolph Riemer aufgenommen wurden.
Die überregionalen Erfolge der Neuen Photographischen Gesellschaft waren vor allem Arthur Schwarz zu verdanken. Er bereiste 60 Städte in 75 Tagen, unter anderem in Kanada, Mexiko, Russland, Griechenland, Italien und Frankreich, wo er Kontakte knüpfte und Erfahrungen und Kenntnisse erwarb. Diese Reisen waren die Grundlage für die Gründung von Tochterunternehmen 1890 in London und 1892 in New York.
1912 zog sich Arthur Schwarz von seinen leitenden Stellen zurück, da die Konkurrenz ihm und der Firma zu schaffen machte. 1913 veröffentlichte die NPG die Geschichte Der Photographie in Bildern, eine Sammlung von Fototafeln mit kurzen Textbeiträgen zu Wegbereitern und Pionieren von Johann Heinrich Schulze über Daguerre und Fox-Talbot bis zu Gabriel Lippmann.
Durch den Ersten Weltkrieg wurden die internationalen Geschäftsbeziehungen zerstört, so dass die Fabrikation im Winter 1921/22 an der Siemensstraße eingestellt wurde. Unter dem Namen NPG wurde die Neue Photographische Gesellschaft von der Dresdner Firma „Mimosa“ als Tochter übernommen und bis 1948 weitergeführt.